# Карл Новак
Карл Новак (Пула, 19. октобар 1905 — Атина, 1975) био је словеначки четнички војвода и пуковник.

## Биографија
Када су вести о образовању покрета отпора пуковника Драгољуба Михаиловића у Србији стигле у Словенију у лето 1941, бивши југословенски официри у Словенији су почели да се организују у покрет отпора. У октобру су уз одобрење Освободилне фронте у Србију код Михаиловића отпутовали пуковник Јакоб Авшич и мајор Карл Новак. Михаиловић је Авшича поставио за команданта, а Новака за начелника штаба словеначких четника које је тек требало формирати. Када је дошло до разлаза између четника и партизана, Авшич се придружио партизанима, а Новак је остао међу четницима и постао њихов командант.
Између 1941. и 1943. командовао је словеначким четницима, који су се звали Плава гарда односно Краљева војска у отаџбини. Наредне године био је и представник четника код савезника у Италији.
Из Љубљане је побегао 26. септембра 1943. заједно са супругом Криштоф, а у Италију су ушли са путном исправом НДХ, коју су тајно купили у хрватском конзулату у Љубљани. Карл Новак је у Словенији установио четничку обавештајну службу, а организацију наставио у Италији и другим земљама у иностранству.
После рата је сарађивао са британском обавештајном службом, а наводно и са америчком ЦИА.